# Jean Mabillon
Jean Mabillon (Saint-Pierremont, Ardenes, 23 de novembre del 1632 - Saint-Germain-des-Prés, París, 27 de desembre del 1707) fou un monjo benedictí francès i un historiador considerat erudit al seu temps.
És recordat sobretot per haver creat un mètode d'estudi per a la paleografia. També va contribuir a la teologia escrivint dissertacions sobre temes com l'adoració de relíquies o el sentit de la mort.

## Els primers anys
Nascut el 1632, era el cinquè fill d'Estienne Mabillon, un camperol que va morir als 104 anys, el 24 de maig del 1692 i de la seva esposa Jeanne Guérin. La família vivia en una modesta casa a prop de l'església de la localitat de Saint-Pierremont. Ja des de ben petit Jean Mabillon va mostrar clarament a l'escola del poble les capacitats intel·lectuals que el feien apte per a dedicar-se a l'estudi. Com que els ensenyaments allà impartits eren molt bàsics, a l'edat de nou anys el van enviar a casa del seu oncle, Jean Mabillon, que era rector de la parròquia de Neuville-Day, que li va ensenyar els rudiments necessaris per a continuar estudis. El 1644 va ingressar al Collège des Bons Enfants, actual Universitat de Reims, on hi estava pensionat en part com alumne i en part com a treballador del servei domèstic a casa del canonge encarregat de la catedral i de l'abat comendatari, el qual supervisava els seus progressos amb interès.

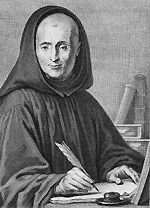
Dibuix d'Alexis Loir representant Jean Mabillon amb l'hàbit benedictí

El 1650, aquest canonge el va fer ingressar al seminari diocesà, on va romandre tres anys. El 1653, va passar a ser membre de la Congregació de Saint-Maur, a l'abadia de Saint-Remi de Reims. Aquesta evolució en la seva vocació religiosa s'explica, segons alguns autors, per allunyar-se del seu oncle, la conducta del qual l'havia decebut i, segons altres, com ara les monges de l'abadia de Saint-Remi, va ser per una fe sincera. El 29 d'agost d'aquell any va ser admès com a postulant, i amb només vint-i-un anys va fer prometença d'obediència, perseverança i conducta moral. El 5 de setembre va rebre l'hàbit de sant Benet a la Congregació de sant Maur.

## Monjo benedictí
En un principi se li va confiar l'educació de les monges novícies, però va haver de renunciar per problemes de salut. El 1656 el van enviar a l'abadia de Nogent-sous-Coucy i més tard a la de Corbie. Es va començar a interessar pels documents històrics antics i a poc a poc va anar desenvolupant un mètode crític per al seu estudi i es va interessar pel treball d'altres monjos historiadors com ara Guibert de Nogent.
Després d'una estada com a tresorer a l'abadia de Sant Denís, entre el 1663 i el 1664, on va rebre el reconeixement dels companys per les seves capacitats, va anar el juliol del 1664 a l'abadia de Saint-Germain-des-Prés.
Allà es va ajuntar a un grup d'erudits formats pel bibliotecari de l'abadia, Luc d'Achery. Jean Mabillon li va fer d'assistent en el treball que portava entre mans: recollir documents per a la redacció de les Acta Ordinis Sancti Benedicti("Actes de l'Orde de Sant Benet"). La seva contribució a aquest projecte es considera tan determinant que, el primer volum acabat l'any 1703,es valora actualment com obra seva. També va fer una edició de les "Obres de sant Bernat", obra de Dom Claude Chantelou. la seva fama es va estendre fins a l'alta jerarquia els quals el van consultar per identificar l'autor del llibre "Imitació de Crist" i per investigar sobre els orígens de l'ús del pa sense llevat per l'eucaristia.
Alguns superiors li demanen que investigui l'autenticitat d'alguns document existents a l'abadia que eren atribuïts al jesuïta Daniel van Papenbroeck; els resultats d'aquest treball els va publicar el 1681 amb el nom De re diplomatica.
A petició del ministre Jean-Baptiste Colbert, va realitzar deu viatges per recollir documents històrics relacionats amb la monarquia francesa: a Borgonya (1682), a Suïssa i a Alemanya (1683). L'arquebisbe de Reims també va confiar en ell enviant-lo a Itàlia a adquirir llibres i manuscrits per a la biblioteca reial; el va acompanyar el seu amic i monjo Claude Estiennot de la Serrée.

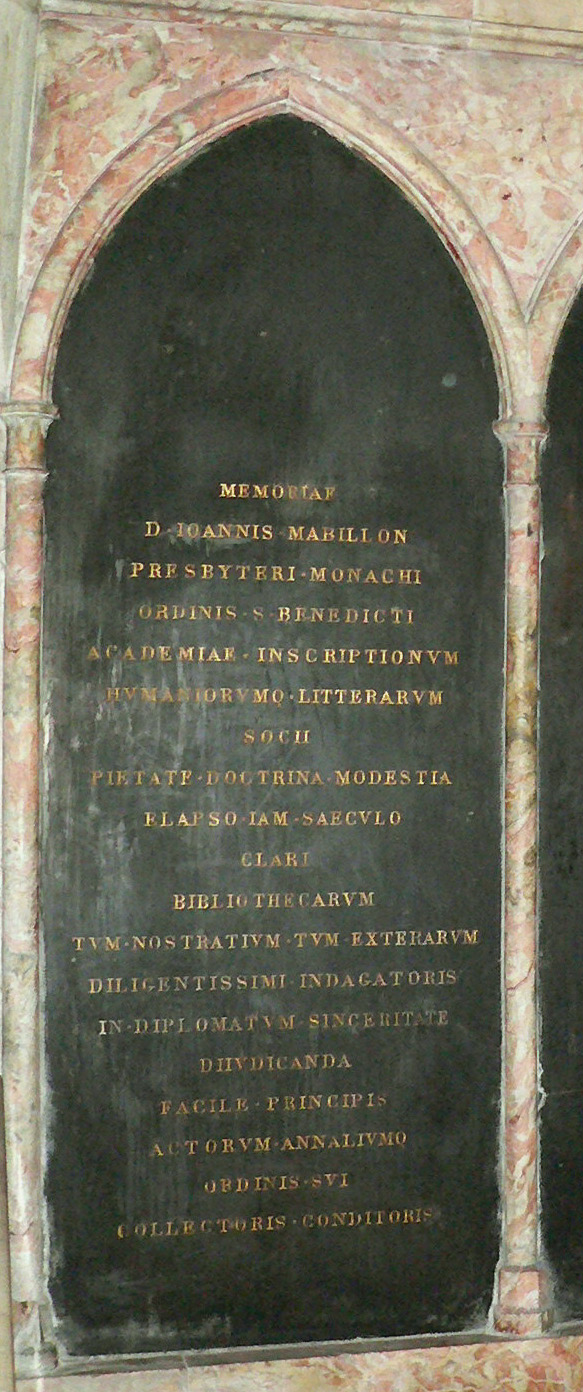
Placa funerària de Jean Mabillon, escrita en llatí. (Abadia de Saint-Germain-des-Prés)

En sorgir la controvèrsia iniciada per Rancé sobre el lloc que havien de tenir els estudis dins l'àmbit del treball manual proposat en la vida monàstica, Mabillon va ser designat per participar en la discussió; la seva opinió va quedar exposada en un llibre "Traité des études monastiques" (1691). Rancé va publicar una obra en resposta, però el rei va prendre part en la polèmica declarant que Mabillon era « el religiós més savi i humil del seu reialme», i Rancé va donar per acabat l'assumpte, rebent amistosament la visita de Mabillon a la seva abadia.
El 1694, a ran d'una visita a un monjo que havia estat empresonat, va escriure una obra sobre les condicions inhumanes de les presons d'aquell temps, pregant per un tracte més compassiu. L'obra es va quedar sense publicar durant molts anys a l'abadia, ja que els monjos no gosaven ni destruir-la ni donar-la a conèixer.
El 1698, Jean Mabillon va escriure sota el pseudònim d'"Eusebius Romanus", una protesta per la veneració de les relíquies dels sants anònims a les catacumbes romanes, motiu pel qual les autoritats eclesiàstiques el van cridar perquè en donés explicacions i com a acte de contrició li van demanar que redactés una obra en defensa la relíquia coneguda com "la llàgrima santa de Vendôme".
El 1701 Lluís XIV de França el va nomenar membre de l'Acadèmia reial de les Inscripcions i Medalles. En els darrers anys va escriure la seva obra mestra De re diplomatica i es dedicà després a escriure sobre la mort des del punt de vista d'un cristià La Mort chrétienne.
El 1707 va morir a Saint-Germain-des-Prés (París). Les seves restes descansen al costat de les de Descartes en aquella església.

## Les principals aportacions

### El mètode d'anàlisi de documents
Després del Concili de Trento els benedictins s'havien esmerçat per apropar-se'n més estrictament a la Regla de sant Benet. Per portar a terme aquesta reforma el 1621 va sorgir una congregació que va adoptar el nom del primer deixeble de sant Benet. Aquest retorn a la puresa inicial de la regla comportava una dimensió de recerca històrica: reconstruir l'origen històric de l'orde religiós, la vida dels seus sants, conèixer millor els autors monàstics, etc. Amb tota una vida dedicada a la recerca de la veritat històrica, Jean Mabillon va fixar amb la seva "De re diplomatica" (1681), un mètode d'anàlisi que permet establir la datació, la procedència, la natura i l'autenticitat d'un document escrit. Mabillon analitza l'estil de l'autor; proposa situar (o fer una proposta del lloc on va ser escrit) les successives transcripcions del mateix document, a més d'identificar les institucions que el van crear i després el van difondre. Amb el seu mètode, cal interessar-se també pel suport de l'escrit, perquè depenent de si es va fer sobre paper, pergamí o papir, obtindrem informació sobre l'origen del document. La mateixa escriptura i la signatura o el segell són també elements que aporten informació al procés. Aquest aspectes metodològics que va forjar, han aparegut després incorporats a qualsevol investigació històrica o científica basada en fonts escrites.
Malgrat el seu rigor d'anàlisi, Jean Mabillon va cometre alguns errors. Com el cas de la controvèrsia amb relació a l'autoria de la "Imitació de Jesucrist", un debat que encara estava obert a començaments del segle xxi. La hipòtesi considerada actualment com la més probable és la que atribueix l'obra a un monjo alemany, Tomàs de Kempis, contràriament a la posició defensada per Mabillon sobre la base d'un manuscrit, el qual semblava anterior a Kempis.
L'altre assumpte sobre el qual ha rebut crítiques és la seva participació en l'anàlisi de la genealogia dels comtes d'Auvergne, on va fer constar un lligam entre Emmanuel Theodose de La Tour d'Auvergne, cardenal de Bouillon i el rei Lluís XIV, conferint a l'estudi un inadequat caire polític.

### L'estudi dels Pares de l'Església
Mabillon va donar un nou impuls a l'estudi dels Pares de l'Església. Els seus primers treballs es van centrar en Bernat de Claravall, continuant l'obra encetada per un altre monjo, Dom Champelou. El resultat d'aquesta feina van ser nou volums, els quals porten una dedicatòria al papa Alexandre VII. Tot seguit va fer nou volums més, cadascun d'ells dedicat a un segle, per tractar les biografies dels sants de la seva orde des de la seva fundació al segle vi. En general va ser una publicació ben acollida però va despertar una llarga polèmica de deu anys de duració, per part de dos monjos: Dom Philippe Bastide i Dom Antoine-Joseph Mège. Mabillon qüestionava, per no trobar documents històrics que les confirmessin, algunes afirmacions tradicionals que atribuïen a monjos benedictins alguns fets considerats de sants. Els dos monjos esmentats es van sentir traïts i, a
més, li van criticar les raons que va donar per justificar l'alliberament de l'orde, tema delicat que va portar a una reforma. Aquests monjos van exigir-li que es retractés i que se li prohibís tornar a escriure. En conseqüència Mabillon va ser sotmès a un consell d'eminències que finalment li van donar la raó.

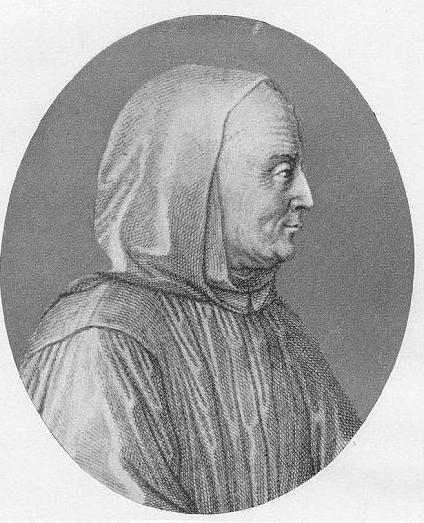
Jean Mabillon, gravat de Charles Simonneau

Seguint les investigacions històriques dels primers anys del cristianisme, va escriure Analectes anciens, publicat en quatre volums 1675-1685, un llibre sobre la litúrgia francesa (1685), i un pròleg a les obres de Sant Agustí (1701). El prefaci d'aquest últim, és un treball per exonerar la Congregació de Saint-Maur de la sospita de jansenisme, segons sembla un rumor escampat pels jesuïtes.
En els últims anys abans de morir, la documentació acumulada, la va utilitzar per escriure els annals de l'Orde de Sant Benet.

## Obres principals
- Galliae ad Hispaniam lugubre nuntium ob mortem reginae Galliarum Annae Austriacae (1666) : Homenatge a la regent Anna d'Austria, en reconeixement de les seves aportacions econòmiques a la congregació de Sant Maur.
- Sancti Bernardi Abbatis Primi Clarevallensis, Et Ecclesiae Doctoris, Opera Omnia (1667): Obres de sant Bernat.
- Acta Sanctorum ordinis Sancti Benedicti, 9 volums de biografies.(1668), (1669),(1677),(1680),(1685),(1701).
- Dissertatio de Pane Eucharistico Azimo et Fermentano(1674).
- Veterum Analectum 4 volums (1675), (1676), (1682), (1685).
- Brèves réflexions sur quelques règles de l'histoire, (1677) : no va ser publicat fins al 1990, trobat entre els seus manuscrits per Blandine Kriegel.
- Animadversiones in Vindicias Kempenses a R.R... canonico regulari congregationis gallicanae adversus dom P.Delfau, monachus Benedictinus Sancti Mauri (1677).
- De re diplomatica (1681).
- Méthode pour apprendre l'histoire (1684).
- De liturgia gallicana libri III (1685).
- Museum italicum seu collectio veterum scriptorum ex bibliothecis italicis eruta a d. Johanne Mabillon, et d. Michaele Germain (1686), 2 volums.
- Sancti Bernardi, Abbatis Priopprii Clarevallensis Opera Omnia(1690): Segona edició amb revisions i millores.
- Traité des études monastiques (1691).
- Réflexions sur la Réponse de M. l'Abbé de la Trappe (1692).
- Praefatio generalis in editionem operum S. Augustini(1701).
- La mort chrétienne sur le modèle de celle de Notre-Seigneur Jésus-Christ et de plusieurs saints et grands personnages de l'Antiquité, le tout extrait des originaux, (1702).
- Annales Ordinis Sancti Benedicti occidentalium monachorum patriarchae, 6 vol.(1703-1739); 4 volums publicats en vida de l'autor (1703, 1704, 1706 i 1707); el volum 5 aparegut l'any 1713.
- Supplementum (a l'obra De re diplomatica) (1704).
- Dissertation sur le culte des saints inconnus (1705).

### Obres pòstumes
- Histoire des contestations sur la diplomatique avec l'analyse de cet ouvrage, (1708).
- De re diplomatica Editio Secunda ab ipso Auctore recognita, (1709).

### Obres conjuntes amb D. Thierri Ruinart
- Brèves réflexions sur quelques Règles d'histoire, prefaci i notes de Blandine Kriegel, Paris, Éditions POL, 1990.

### Reculls de correspondència
- Correspondance inédite de Mabillon et de Montfaucon avec l'Italie, 1846.
- Orationes, dissertationes, prolusiones, epistolae, et cum Cl. Joanne Mabillonio epistolarum, commercium; Lodovico Sergardi, Lucques, P.Bonsigori, 1783.